# 龚兴贵
龚兴贵（1914年—2002年），男，江西兴国人，中华人民共和国军事人物，中国人民解放军少将，曾任第二炮兵技术学院顾问，第四届全国人大代表。